# Erland Josephson

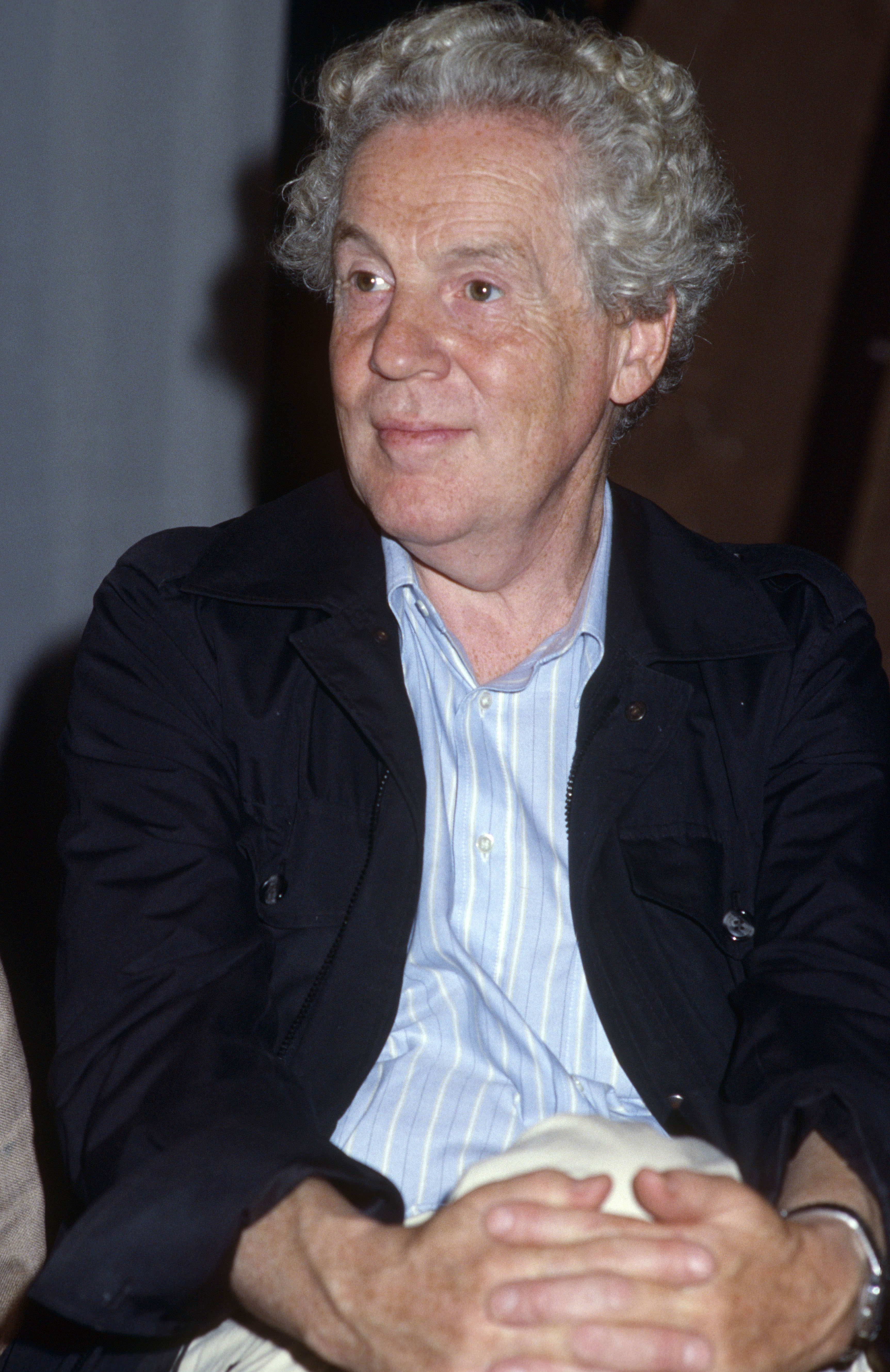
Erland Josephson en 1984.

Erland Josephson, né le 15 juin 1923 à Stockholm en Suède et mort le 25 février 2012 dans la même ville, est un acteur suédois.
Il est principalement connu pour avoir régulièrement travaillé avec Ingmar Bergman, Andreï Tarkovski et Theo Angelopoulos. Il a également tourné avec des réalisateurs tels que István Szabó, Peter Greenaway, Liliana Cavani, Philip Kaufman, Liv Ullmann, Mai Zetterling, Jörn Donner, Lars Molin, Suzanne Osten, Mikael Håfström, Stig Björkman ou Unni Straume.
Il succède à Ingmar Bergman en 1966 à la tête du Théâtre dramatique royal de Stockholm qu'il dirige jusqu'en 1975.

## Filmographie

### Comme acteur
- 1946 : Il pleut sur notre amour (Det regnar på vår kärlek) d'Ingmar Bergman : clerc au bureau du vicaire
- 1948 : Eva de Gustaf Molander : Karl, frère de Josef
- 1958 : Au seuil de la vie (Nära livet) d'Ingmar Bergman : Anders Ellius
- 1968 : L'Heure du loup (Vargtimmen) d'Ingmar Bergman : Baron von Merkens
- 1969 : Une passion d'Ingmar Bergman : Elis Vergerus
- 1972 : Cris et chuchotements (Viskningar och rop) d'Ingmar Bergman : le docteur, David
- 1973 : Scènes de la vie conjugale (Scener ur ett äktenskap) d'Ingmar Bergman : Johan
- 1976 : Face à face (Ansikte mot ansikte) d'Ingmar Bergman : le docteur Thomas Jacobi
- 1977 : Au-delà du bien et du mal de Liliana Cavani : Friedrich Nietzsche
- 1977 : Un juge en danger (Io ho paura) de Damiano Damiani
- 1978 : En och en (titre anglais : One on One) : Uncle Dan
- 1978 : Sonate d'automne (Höstsonaten) d'Ingmar Bergman : Josef
- 1980 : Fais donc l'amour, on n'en meurt pas ! (Marmeladupproret) : Karl Henrik Eller (+ réalisateur)
- 1981 : Les Fantasmes de Madame Jordan (Monténégro) de Dušan Makavejev : Martin Jordan
- 1982 : Fanny et Alexandre (Fanny och Alexander) d'Ingmar Bergman : Isak Jacobi
- 1982 : Variola vera de Goran Marković
- 1983 : Nostalghia d'Andreï Tarkovski : Domenico
- 1983 : La casa del tappeto giallo de Carlo Lizzani
- 1984 : Après la répétition d’Ingmar Bergman : Henrik Vogler vieux
- 1986 : Saving Grace de Robert Milton Young
- 1986 : Le Mal d'aimer (La Coda del diavolo de Giorgio Treves) : le père de Robert
- 1986 : Le Sacrifice (Offret) d'Andreï Tarkovski : Alexander
- 1988 : Contrôle (Il Giorno prima) de Giuliano Montaldo : Swanson
- 1988 : L'Insoutenable Légèreté de l'être (The Unbearable Lightness of Being) de Philip Kaufman : L'ambassadeur
- 1988 : Le Testament d'un poète juif assassiné de Frank Cassenti : Zupanev
- 1988 : Regi Andrej Tarkovskij de Michal Leszczylowski : narrateur
- 1988 : Migrations (Seobe) d'Aleksandar Petrovic
- 1988 : Hanussen d'Istvan Szabo : Dr. Bettelheim
- 1990 : Il sole buio de Damiano Damiani : Attorney Belmonte
- 1991 : Prospero's Books de Peter Greenaway : Gonzalo
- 1991 : La Tentation de Vénus (Meeting Venus) d'István Szabó : Jorge Picabia
- 1992 : Sophie (Sofie) de Liv Ullmann : père de Sofie
- 1993 : The Last Witness téléfilm de Kjell Sundvall : Samuel Rosenbaum
- 1994 : C'è Kim Novak al telefono de Riki Roseo :
- 1994 : Dreamplay (Drømspel) de Unni Straume (en) : aveugle
- 1994 : The Forbidden Fruit (Zabraneniat plod - Забраненият плод) de Krassimir Kroumov : Hazainat
- 1995 : Le Regard d'Ulysse (To Vlemma tou Odyssea ou Το Βλέμμα του Οδυσσέα) de Théo Angelopoulos : S., gérant du musée du cinéma
- 1995 : Kristin Lavransdatter de Liv Ullmann : frère Edvin
- 1995 : Pakten ou Waiting for Sunset de Leidulv Risan (en) : August Lind
- 1995 : Vendetta minisérie TV de Mikael Håfström : DG
- 1995 : Som löven i Vallombrosa minisérie TV d'Ulla Gottlieb : John
- 1995 : Magisk cirkel téléfilm de Per Olov Enquist : Henry
- 1997 : En présence d'un clown (Larmar och gör sig till), téléfilm d'Ingmar Bergman : Osvald Vogler
- 1998 : La Veuve tatouée (Den Tatuerade änkan) téléfilm de Lars Molin : Per Gunnarsson, avocat d'Ester
- 1999 : Magnetisørens femte vinter de Morten Henriksen : Hr. Hofverberg
- 2000 : Infidèle (Trolösa) de Liv Ullmann d'après un scénario d'Ingmar Bergman : Bergman
- 2001 : Hr. Boe & Co.'s Anxiety court-métrage de 35 min de Christoffer Boe
- 2003 : Now (Nu) de Simon Staho (en) : Jakob (vieux)
- 2003 : Saraband téléfilm d'Ingmar Bergman : Johan
- 2003 : Il Papa buono - Giovanni Ventitreesimo téléfilm de Ricky Tognazzi : Franz Von Papen
- 2004 : Day and Night (Dag och natt) de Simon Staho (en) : narrateur (voix)
- 2005 : Dobro ustimani mrtvaci de Benjamin Filipovic (en) : Zaim Kundurevic (titre anglais Well Tempered Corpses)
- 2006 : Wellkåmm to Verona de Suzanne Osten : Joseph

### Comme réalisateur
- 1978 : En och en (titre anglais : One on One)
- 1978 : Rätt ut i luften (téléfilm)
- 1980 : Fais donc l'amour, on n'en meurt pas ! (Marmeladupproret) (+ scénariste)

## Publications
- A Story About Mr. Silberstein
- Spegeln och en portvakt, 1946
- Spel med bedrövade artister, 1947
- Ensam och fri, 1948
- De vuxna barnen, 1952
- En berättelse om herr Silberstein, 1957
- Loppans kvällsvard, 1986
- Kameleonterna, 1987
- Gubbröra, 1994
- Reskamrater, 2009

## Théâtre
Pièces jouées au Théâtre dramatique royal de Stockholm (Kungliga Dramatiska Teater en suédois ou Dramaten) mises en scène d'Ingmar Bergman :
- 1963 : Sagan de Hjalmar Bergman, avec Bibi Andersson
- 1966 : L'Instruction (titre original : Die Ermittlung ; titre suédois : Rannsakningen) de Peter Weiss, avec Anita Björk
- 1966 : L'École des femmes (Hustruskolan) de Molière, avec Bibi Andersson
- 1972 : Le Canard sauvage (Vildanden) de Henrik Ibsen, avec Max von Sydow, Harriet Andersson
- 1989 : Une maison de poupée (titre original : Et dukkehjem - titre suédois : Ett dockhem) de Henrik Ibsen
- 1993 : Le Temps et la chambre (titre original : Die Zeit und das Zimmer ; titre suédois : Rummet och tiden) de Botho Strauss
- 1994 : Les Variations Goldberg (titre original : Die Goldberg-Variationen ; titre suédois : Goldbergvariationer) de George Tabori, avec Bibi Andersson
- 1995 : Yvonne, princesse de Bourgogne (titre original  : Iwona, księżniczka Burgunda ; titre suédois  : Yvonne) de Witold Gombrowicz
- 1996 : Les Bacchantes (titre original : Βάκχαι - Bákkhai ; titre suédois : Backanterna) d'Euripide, avec Anita Björk
- 2000 : La Sonate des spectres (Spöksonaten) d'August Strindberg
- 2000 : Marie Stuart (titre original et suédois : Maria Stuart) de Friedrich von Schiller, avec Pernilla August